# Chichiriviche
Chichiriviche es una localidad venezolana situada en el Estado Falcón ubicada en la costa oriental de dicho estado, a 195 km al sureste de Santa Ana de Coro. Capital del Municipio Monseñor Iturriza. Cuenta con una población para el año 2011 de 18.960 habitantes. Chichiriviche está rodeado por el este de pequeños cayos o islas de finas arenas blancas; al oeste por el humedal del Refugio de Fauna Silvestre de Cuare y al sur por el Golfete de Cuare. 
Inicialmente habitada por indios chiparacotos, su nombre es una voz caribe de la tribu caquetía que significa "sitio donde nace nuestro sol".
Chichiriviche ha logrado un desarrollo estable y con mucho potencial en la industria turística, con una infraestructura de servicios que se traduce en lujosos hoteles, casas vacacionales y de alquiler, posadas, restaurantes con la gastronomía típica de la zona, un par de marinas y el malecón, donde se congrega una gran masa de turistas en días de temporada alta.
Esta población junto con Tucacas y Tocuyo de la Costa formaron parte del Estado Lara hasta 1899 cuando el estado Falcón las anexionó para sí.

## Atractivos turísticos
Esta región se caracteriza como el principal destino turístico del noroccidente venezolano. 
Por el lado este de Chichiriviche se encuentran cinco islotes pertenecientes al parque nacional Morrocoy, estos son: Cayo Sal, Cayo Muerto, Cayo Peraza y Cayo Sombrero. A estos se une la Playa Continental de Punta Varadero.
Por el lado oeste se encuentra el Refugio de Fauna Silvestre de Cuare; en este paisaje las aves marino-costeras de variados colores ofrecen un maravilloso espectáculo. 
En el lado sur se abre el Golfete de Cuare, en cuyas aguas se reproduce gran parte de la ictiofauna de los estados Zulia y Falcón. A orillas del golfete, sobre el acantilado del Cerro Chichiriviche se localiza una caverna denominada Cueva del Indio, con petroglifos de más de 3500 años de antigüedad. En esta misma área se encuentra la Gruta de la Virgen, lugar de fervor popular, devoción y peregrinaje. Con la misión de conservar los ambientes acuáticos, el 2 de febrero de 1971 los países miembros de la Organización de Naciones Unidas (ONU), aprobaron a las orillas del Mar Caspio en la ciudad de Ramsar, Irán, la primera convención sobre Humedales, motivo que lleva a celebrar en esta fecha el día mundial de estos ecosistemas y que en el año 2015 se conmemoró bajo el lema: Humedales para nuestro futuro. 
La Conferencia de las Partes (COP) es la máxima instancia de decisión sobre la aplicación de la Convención Ramsar. Esta conferencia se celebra cada tres años y tiene entre sus competencias la inclusión o exclusión de áreas dentro de la lista de humedales de importancia internacional.
Los humedales son considerados como los ecosistemas más productivos del mundo. Aportan agua y vida básica a las especies vegetales y animales para su supervivencia, incluyendo a los seres humanos. Estos ecosistemas, además de ser fuente de diversidad biológica, también brindan enormes beneficios económicos a la humanidad a través de la pesca, el mantenimiento de las capas freáticas importantes para la agricultura, el almacenamiento de agua, el control de las inundaciones, la estabilidad de las líneas de costa, la producción de madera, la absorción de contaminantes y la purificación de las aguas. Asimismo, ofrecen espacios para el desarrollo de actividades recreativas que hacen posible y sustentable la vida en el planeta.
Venezuela debe considerarse privilegiada por su especial condición geográfica de ser al mismo tiempo Amazónico, Andino, Atlántico, Caribeño, Llanero, y en el caso de los humedales podemos resaltar que en el territorio nacional se encuentran nueve regiones de acuerdo a sus cuencas, en las cuales se visualizan unas 24 categorías de estos ecosistemas, para un total de 158 humedales de especial relevancia por su valor económico, social, cultural o ecológico.
Cinco de éstos figuran en la lista de humedales de importancia internacional o sitios Ramsar. El primero designado fue el Refugio de Fauna Silvestre de Cuare (estado Falcón), Los Roques (Dependencias Federales), el Refugio de Fauna y Reserva de Pesca Ciénaga de Los Olivitos (estado Zulia), el parque nacional Laguna de la Restinga (estado Nueva Esparta) y el parque nacional Laguna de Tacarigua (estado Miranda)
Hacia el norte se encuentran las aguas continentales de Playa Norte y playa los cocos con más de 5 km de longitud; al igual que las aguas marinas de Cayo Borracho, el cual es un refugio de aves migratorias.

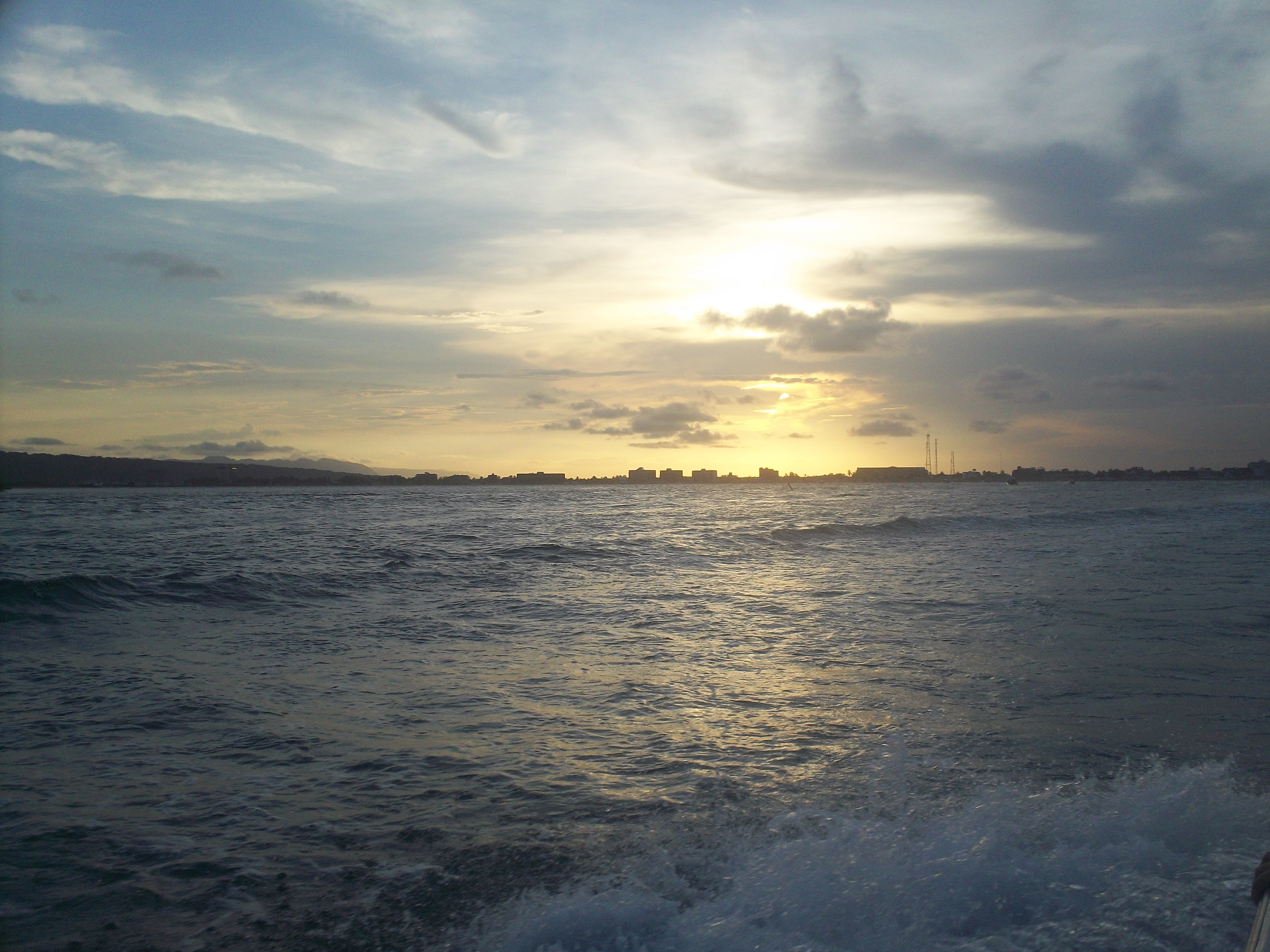
Cayos de Chichiriviche.

Específicamente al sur de los cayos Muerto y Peraza quedaba Cayo Pelón era un islote o cayo ubicado en el parque nacional Morrocoy.
En la actualidad se encuentra sumergido bajo las aguas formando un bajo similar a Bajo Caimán, Tucupido y Los Juanes, ubicados dentro del mismo parque.
El nombre de cayo pelón hacía referencia al hecho de que el mismo no poseía ningún tipo de vegetación, por lo cual se le consideraba un simple islote de arena.
En el pasado, este islote solía desaparecer bajo las aguas durante la pleamar y emergía durante la bajamar, es decir, podía verse de acuerdo al movimiento de las mareas. Sin embargo, desde el año 2011 al morir el arrecife de coral que le servía de base el mismo terminó por descender al punto de desaparecer por debajo de las aguas.

## Clima
| Parámetros climáticos promedio de Chichiriviche, Venezuela | Parámetros climáticos promedio de Chichiriviche, Venezuela | Parámetros climáticos promedio de Chichiriviche, Venezuela | Parámetros climáticos promedio de Chichiriviche, Venezuela | Parámetros climáticos promedio de Chichiriviche, Venezuela | Parámetros climáticos promedio de Chichiriviche, Venezuela | Parámetros climáticos promedio de Chichiriviche, Venezuela | Parámetros climáticos promedio de Chichiriviche, Venezuela | Parámetros climáticos promedio de Chichiriviche, Venezuela | Parámetros climáticos promedio de Chichiriviche, Venezuela | Parámetros climáticos promedio de Chichiriviche, Venezuela | Parámetros climáticos promedio de Chichiriviche, Venezuela | Parámetros climáticos promedio de Chichiriviche, Venezuela | Parámetros climáticos promedio de Chichiriviche, Venezuela |
| Mes                                                        | Ene.                                                       | Feb.                                                       | Mar.                                                       | Abr.                                                       | May.                                                       | Jun.                                                       | Jul.                                                       | Ago.                                                       | Sep.                                                       | Oct.                                                       | Nov.                                                       | Dic.                                                       | Anual                                                      |
| ---------------------------------------------------------- | ---------------------------------------------------------- | ---------------------------------------------------------- | ---------------------------------------------------------- | ---------------------------------------------------------- | ---------------------------------------------------------- | ---------------------------------------------------------- | ---------------------------------------------------------- | ---------------------------------------------------------- | ---------------------------------------------------------- | ---------------------------------------------------------- | ---------------------------------------------------------- | ---------------------------------------------------------- | ---------------------------------------------------------- |
| Temp. máx. media (°C)                                      | 33                                                         | 33.1                                                       | 34.6                                                       | 34.8                                                       | 33.5                                                       | 33.2                                                       | 34.8                                                       | 33.8                                                       | 33.6                                                       | 32.6                                                       | 32.5                                                       | 33.3                                                       | 33.6                                                       |
| Temp. media (°C)                                           | 28.1                                                       | 27.1                                                       | 27.5                                                       | 28.5                                                       | 28.4                                                       | 28.1                                                       | 28.6                                                       | 28                                                         | 27.7                                                       | 26.1                                                       | 26                                                         | 27.1                                                       | 27.6                                                       |
| Temp. mín. media (°C)                                      | 23.8                                                       | 21.4                                                       | 24.7                                                       | 24.8                                                       | 23.8                                                       | 23.6                                                       | 23.6                                                       | 22.1                                                       | 22.8                                                       | 21                                                         | 21.5                                                       | 22.6                                                       | 23                                                         |
| Precipitación total (mm)                                   | 0.3                                                        | 0.1                                                        | 3                                                          | 9                                                          | 16                                                         | 39                                                         | 50                                                         | 66                                                         | 76                                                         | 81                                                         | 59                                                         | 17                                                         | 416.4                                                      |
| [cita requerida]                                           |                                                            |                                                            |                                                            |                                                            |                                                            |                                                            |                                                            |                                                            |                                                            |                                                            |                                                            |                                                            |                                                            |

## Festividades
- 19-21 de marzo: Fiestas en honor de san José
- 16 de julio: Virgen del Carmen
- 15-17 de agosto: Feria del Coco
- 8 de septiembre: Virgen del Valle
- 29 de septiembre: Fiestas patronales en honor de san Miguel Arcángel
- Octubre: Virgen de Fátima